# Rumore di tuono
Rumore di tuono (A Sound of Thunder) è un breve racconto fantascientifico di Ray Bradbury pubblicato per la prima volta nel 1952.
Edito in Italia col titolo Rumore di tuono nel 1964, è stato successivamente ripubblicato anche con i titoli Un rumore di tuono,  Rombo di tuono e Un rombo di tuono.
Dal racconto è stato tratto un film del 2005, Il risveglio del tuono diretto da Peter Hyams.
Da questo celebre racconto molti ritengono potrebbe derivare il nome di "effetto farfalla", una locuzione della teoria del caos.

## Trama
Nell'anno 2055 vengono organizzati dei safari nel tempo, per cacciatori che cercano emozioni fuori dal tempo e dall'ordinario. Una spedizione però finisce male: un cacciatore spaventato scappa dalla piattaforma in metallo antigravità camminando qualche passo sulla terra di milioni di anni fa. Questo evento apparentemente insignificante causa nel futuro cambiamenti radicali, come il cambiamento del presidente appena eletto o della lingua: la targa di presentazione della ditta di viaggi nel tempo cambia e con lei anche l'inglese parlato da un socio della ditta.
Il cacciatore così controlla sotto la suola della sua scarpa, e vi trova una bellissima farfalla preistorica, morta. 
Per una piccola morte, eventi a catena ad effetto domino hanno cambiato per sempre il futuro.

## Influenza culturale
Il filone fantascientifico del libro, quello del viaggio nel tempo che modifica irreparabilmente il futuro, è stato spesso riproposto in altri testi, opere e negli ultimi anni nei film: un esempio dell'effetto farfalla è nel film omonimo The Butterfly Effect, di Eric Bress e J. Mackye Gruber.
Una parodia di questo racconto si può trovare in un episodio della serie televisiva statunitense de I Simpson: Homer viaggia più volte all'indietro nel tempo, finendo sempre per uccidere un insetto nell'epoca dei dinosauri. Tornando al futuro lo vedrà sempre notevolmente cambiato, ovviamente in chiave umoristica.

## Edizioni
Il racconto è contenuto nelle raccolte:
- Il grande mondo laggiù - 34 racconti
- Le auree mele del sole
- Cento racconti. Autoantologia